# Pécsvárad
Pécsvárad (em croata:  Pečvar, em alemão:   Petschwar) é uma cidade da Hungria, situada no Condado de Baranya. Tem 36,03 km² de área e sua população em 2019 foi estimada em 3.982 habitantes.